# Saravesi
Saravesi är en sjö i kommunen Kuopio i landskapet Norra Savolax i Finland. Sjön ligger 82 meter över havet. Den är 22,92 meter djup. Arean är 3,07 kvadratkilometer och strandlinjen är 28,11 kilometer lång. Sjön  ingår i Vuoksens huvudavrinningsområde.   Den ligger omkring 19 kilometer öster om Kuopio och omkring 340 kilometer nordöst om Helsingfors. 
I sjön finns öarna Matelinsaari, Heikinsaari, Heiskasensaari, Törkysaari, Piiroonsaari, Rasisaari och Tarvassaari. Saravesi ligger sydväst om Riistavesi. 